# Польсько-угорський кордон
Польсько-угорський кордон — державний кордон між Польщею та Угорщиною, що існував від часів Болеслава Хроброго (близько 1000 р.) до включення Угорщини до складу держави Габсбургів (XVI ст.) і знову до Другої Польської Республіки. З роками його курс змінювався, але між двома країнами завжди залишалися досить добрі відносини.

## Польсько-угорське пограниччя в середні віки

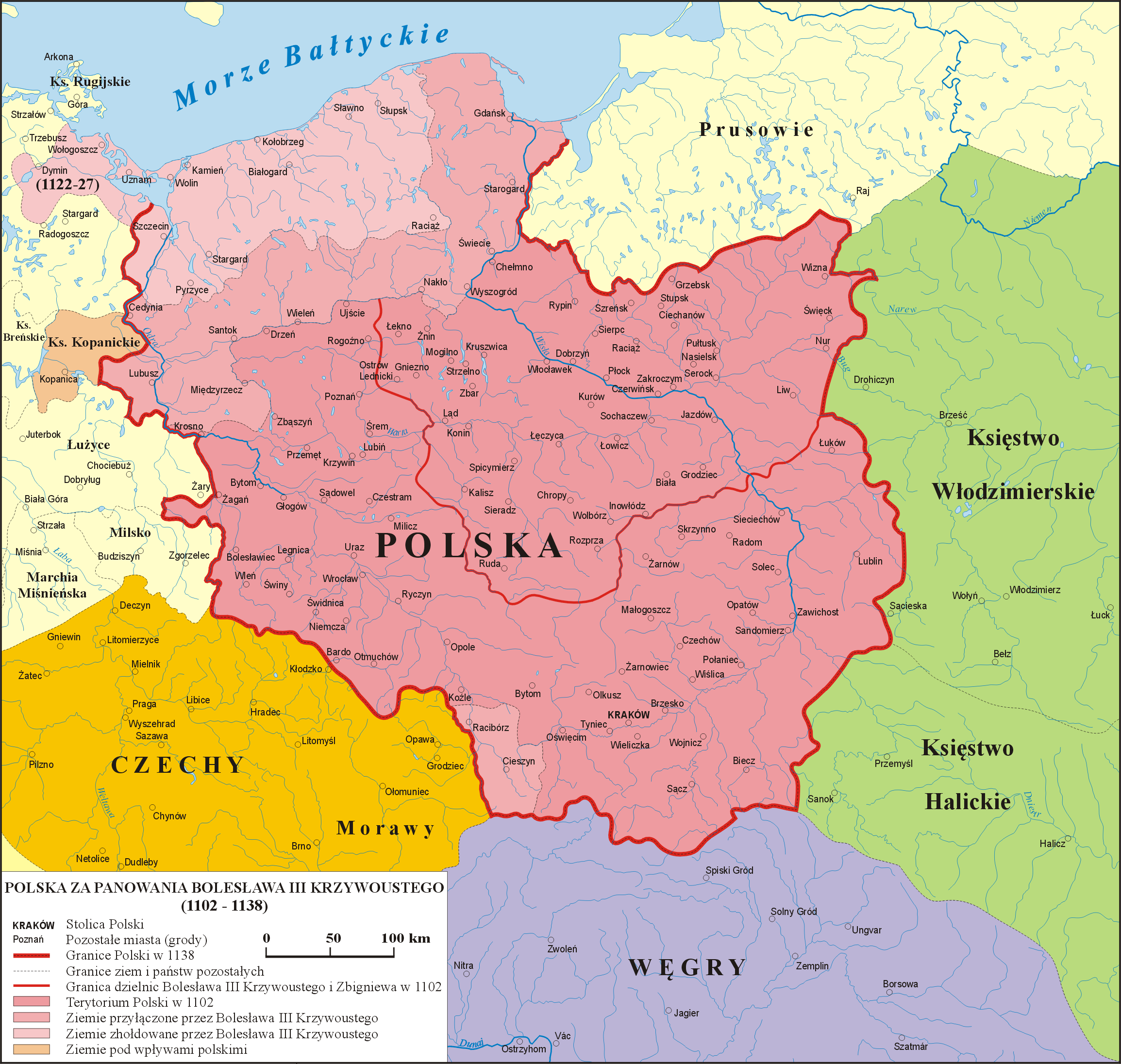
Польсько-угорський кордон за часів правління Болеслава III Кривоустого

## Польсько-угорський кордон у ІІ Речі Посполитій
За часів ІІ Речі Посполитої польсько-угорський кордон існував кілька разів.

### 1918 рік
У ранній період ІІ Республіки Польща польсько-угорський кордон існував від прийняття влади над Галичиною польською ліквідаційною комісією 31 жовтня 1918 року до укладення угоди між угорським міністром Альбертом Бартою та чехословацьким послом Міланом Годжа, яка передавала територію Верхньої Угорщини Чехословаччині 6 грудня 1918 року, внаслідок чого польсько-угорський кордон на всій своїй довжині став польсько-чехословацьким кордоном.

### 1919 рік
Пізніше польсько-угорський кордон на короткий час повернувся під час наступу Угорської Радянської Республіки на територію Словаччини 16 червня 1919 року на короткій, приблизно 5-кілометровій ділянці в районі Бардіїва з угорського боку і Мушина з польського боку. 7 липня 1919 року угорські війська були виведені зі Словаччини.

### 1939 рік

Анексія Карпатської України Угорщиною у 1939 році дала змогу створити кордон із Польщею

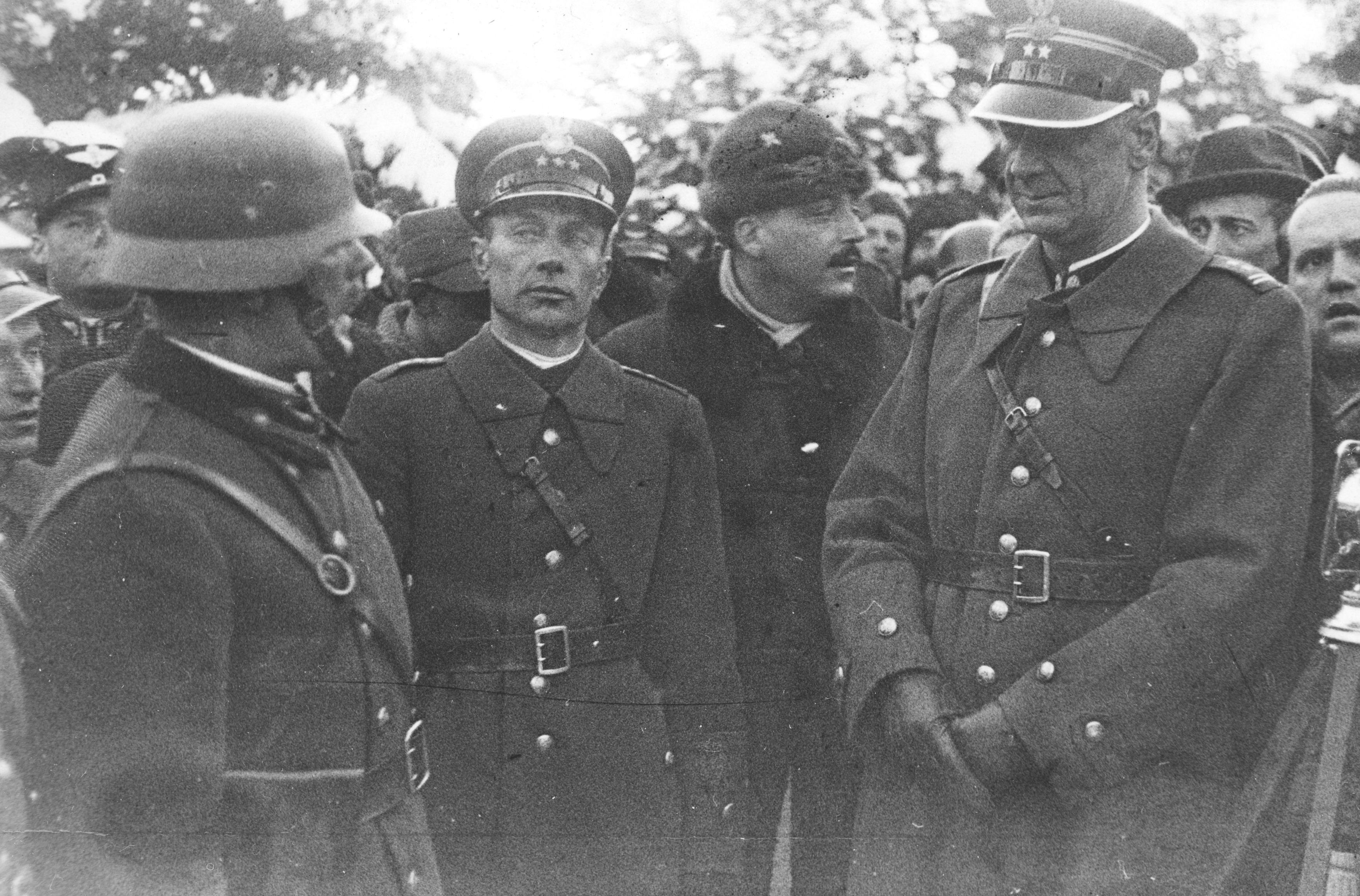
Владислав Зєнкевич (перший справа) вітає угорські війська на кордоні в березні 1939 року

Внаслідок виконання положень Мюнхенської угоди від 30 вересня 1938 р., яка послабила центральну владу в Празі, представники всіх незалежницьких партій Закарпатської Русі 8 жовтня проголосили автономію країни у складі Чехо-Словацької Республіки. Проте 2 листопада 1938 року Угорщина, діючи на основі Першого Віденського арбітражу, окупувала південну частину Карпатської Русі з двома її найбільшими містами – столицею Ужгородом і Мукачевим. У відповідь на дії угорців 22 листопада Національні збори Чехо-Словацької Республіки ухвалили нову конституцію, яка надала Карпатській Русі автономію як Карпатській Україні.
Подальшу долю Карпатської України вирішила політика великих держав. Прагнення угорської влади анексувати ці території спонукали Третій Райх погодитися на анексію всієї Карпатської України Угорщиною. Відповідну угоду було підписано 11 березня 1939 року. Однак після того, як 14 березня Словаччина проголосила незалежність, Карпатська Україна також проголосила незалежність в ніч з 14 на 15 березня. Внаслідок збройної інтервенції Угорщини до 18 березня 1939 р. державний організм Карпатської України, що формувався, було повністю ліквідовано. 16 березня на Тухольському (Верецькому) перевалі відбулися урочистості з нагоди зустрічі польських і угорських військ і створення спільного кордону.
Кордон проходив ідентично фрагменту польсько-чехословацького кордону до 1938 року від околиць Солінки (гора Черенін) до вершини Стог у Марамороських Карпатах.

## Зовнішні посилання
- Drabik, Sebastian (24 stycznia 2010). Starania o granicę polsko-węgierską. 1938 - 1939 r. historiaswiata.com.pl.